# Вакханка (картина Курбе)
«Вакханка» (фр. La Bacchante) — картина французского художника Гюстава Курбе, написанная между 1844 и 1847 годами. Название картины отсылает к спутницам Диониса, вакханкам, из греко-римской мифологии и к ренессансными картинам и скульптурам на эту тему.
Это одна из самых ранних сохранившихся работ Курбе, созданных под влиянием стиля ню старых мастеров, таких как Корреджо и его картина Венера, Сатир и Амур.

## История
В 1914 году картина была продана арт-дилерами компании Frederik Muller & Cie из Амстердама. До 1968 года она находилась в коллекции Ван Ньеропа, а затем перешла в галерею Лефевра в Лондоне, откуда она была приобретена доктором Густавом Рау для фонда, который он основал в Кельне.
В 2011 году Музей Курбе на своей выставке показал творческую связь между работами скульптора Огюста Клезингера и Курбе, которые были близкими друзьями — эта связь была особенно видна между мраморной скульптурой Клезингера 1847 года «Женщина, укушенная Змеем» и картиной Курбе «Вакханка».